# Lars-Göran Dahl
Lars-Göran Dahl – szwedzki biegacz narciarski, trzykrotny medalista mistrzostw świata juniorów. W 1980 roku wystąpił na mistrzostwach świata juniorów w Örnsköldsvik, gdzie zajął szóste miejsce w biegu na 15 km techniką klasyczną, a w sztafecie zdobył srebrny medal. Na rozgrywanych rok później mistrzostwach świata juniorów w Schonach był najlepszy w biegu na 15 km, a w sztafecie ponownie zajął drugie miejsce. Nie wystąpił w zawodach Pucharu Świata. Nigdy też nie wziął udziału w igrzyskach olimpijskich ani mistrzostwach świata.

## Osiągnięcia

### Mistrzostwa świata juniorów
| Miejsce | Dzień       | Rok  | Miejscowość  | Konkurencja             | Wynik      | Strata | Zwycięzca        |
| ------- | ----------- | ---- | ------------ | ----------------------- | ---------- | ------ | ---------------- |
| 6.      | luty/marzec | 1980 | Örnsköldsvik | 15 km stylem klasycznym | 45:44      | +2:04  | Aleksandr Czajko |
| 2.      | luty/marzec | 1980 | Örnsköldsvik | Sztafeta 3x10 km        | 1:29:03    | +1:06  | ZSRR             |
| 1.      | luty        | 1981 | Schonach     | 15 km stylem klasycznym | 46:06,8    | -      | -                |
| 2.      | luty        | 1981 | Schonach     | Sztafeta 3x10 km        | 1:28:14,63 | +4,27  | ZSRR             |